# Fatos Özdemir
Fatos Özdemir (* 30. September 1992 in der Türkei, geborene Fatos Kücükyildiz) ist eine schwedische Handballspielerin, die zuletzt beim ungarischen Erstligisten Békéscsabai Előre NKSE unter Vertrag stand.

## Karriere
Özdemir, die in der Türkei geboren wurde, wanderte im Alter von sieben Jahren mit ihrer Familie nach Schweden aus. Dort erlernte sie das Handballspielen. Die Rückraumspielerin lief ab 2008 für den schwedischen Verein Spårvägens HF auf. Mit der Damenmannschaft von Spårvägens trat sie in der höchsten schwedischen Spielklasse an. Im Jahr 2013 musste Özdemir aufgrund einer schweren Knieverletzung acht Monate pausieren. Im Jahr 2014 wechselte sie zum Ligakonkurrenten Skånela IF. Nachdem Özdemir in der Saison 2014/15 insgesamt 86 Erstligatreffer für Skånela erzielt hatte, schloss sie sich dem Ligakonkurrenten Skövde HF an.

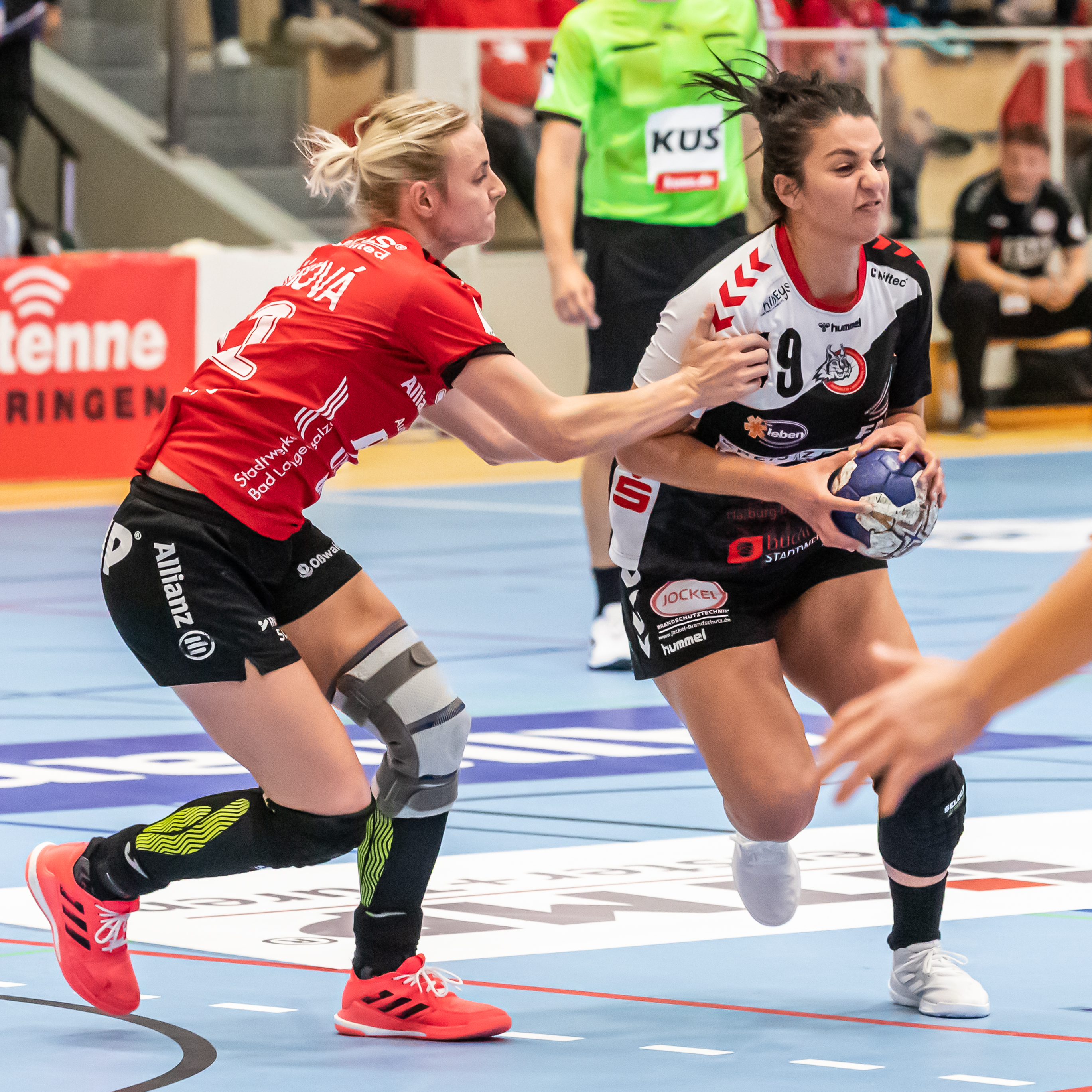
Fatos Özdemir (rechts) im Zweikampf mit Markéta Jeřábková

Kücükyildiz wechselte im Jahr 2018 zum dänischen Zweitligisten SønderjyskE Håndbold. Ein Jahr später kehrte sie wieder nach Schweden zurück und unterschrieb einen Vertrag beim Erstligisten GT Söder. Ab dem Sommer 2020 spielte sie beim deutschen Bundesligisten HL Buchholz 08-Rosengarten. Mit dem Verein stand sie im Finale des DHB-Pokals 2020/21. Im Sommer 2021 wechselte sie zum Ligakonkurrenten Borussia Dortmund. Ab der Saison 2022/23 läuft sie für die Sport-Union Neckarsulm auf. Im Februar 2024 verließ Özdemir den Verein und schloss sich dem ungarischen Erstligisten Békéscsabai Előre NKSE an, für den sie bis zum Saisonende 2023/24 auflief.
Özdemir spielt in der türkischen Nationalmannschaft. Sie nahm mit der Türkei an den Mittelmeerspielen 2022 teil und belegte den 5. Platz.